# Güepsa
Güepsa è un comune della Colombia facente parte del dipartimento di Santander.
Il comune venne istituito il 4 agosto 1886.